# Hotel Post (Villach)

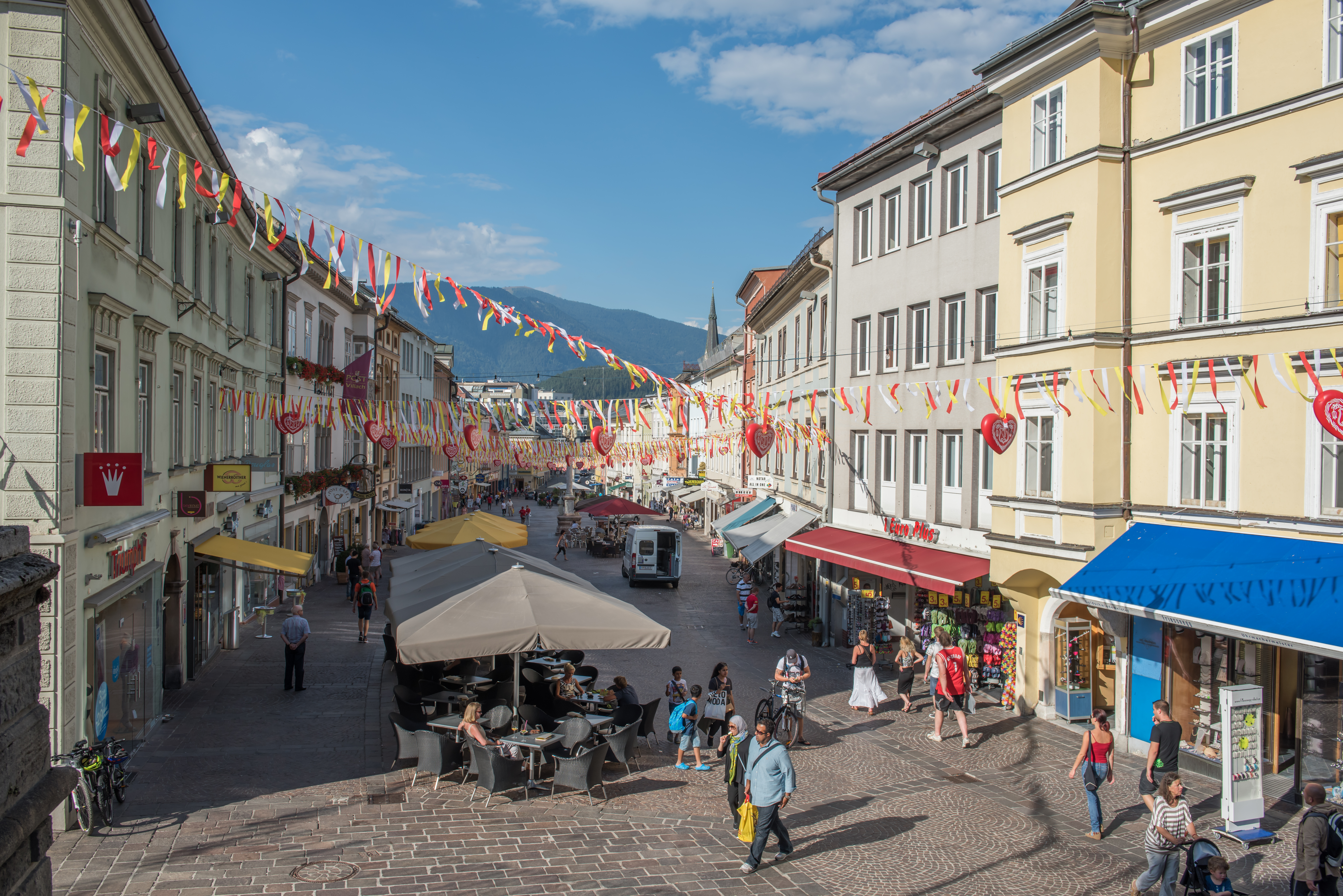
Fußgängerzone der Innenstadt in Villach

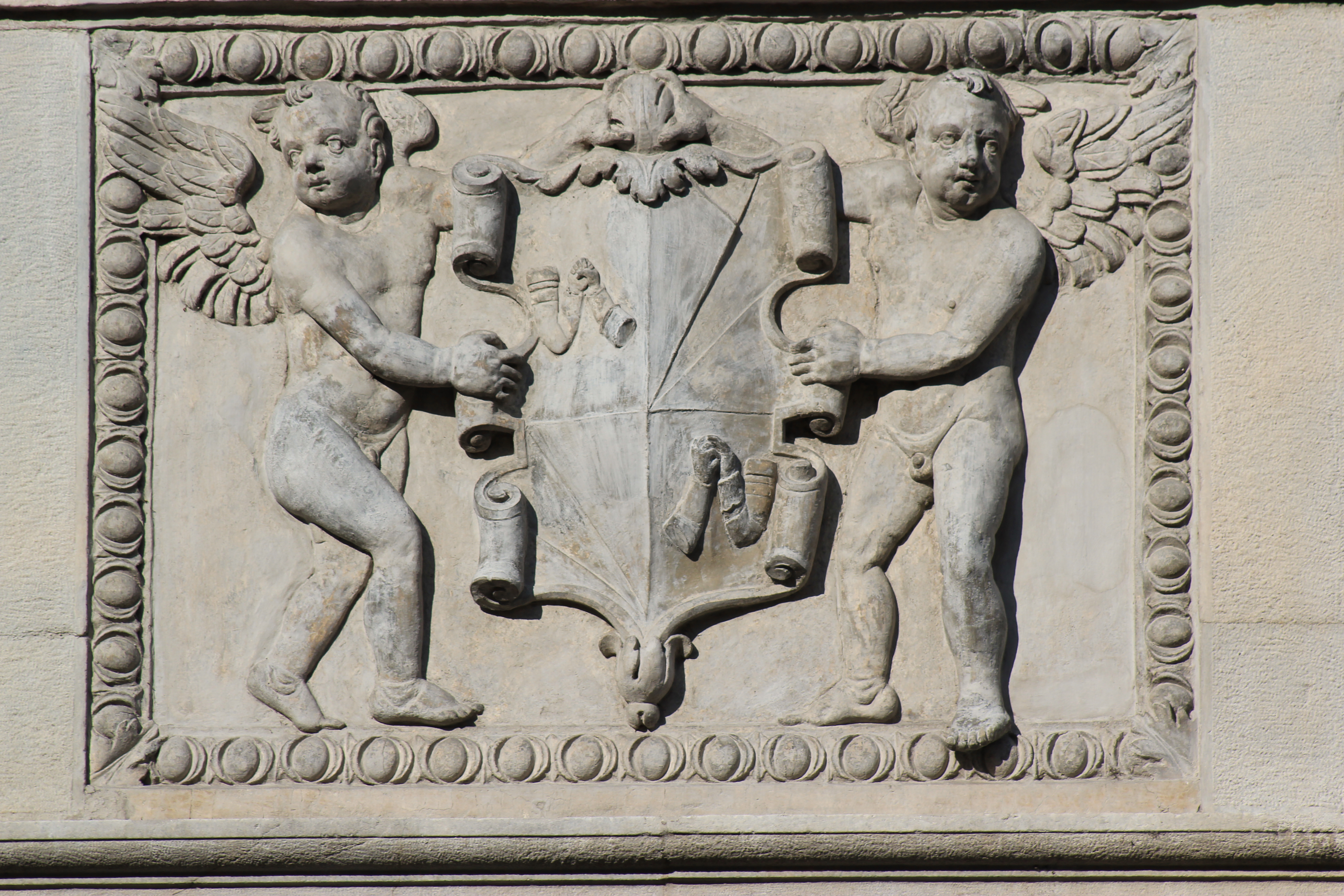
Wappen der Khevenhüller-Welzer

Das Hotel Post ist ein denkmalgeschütztes Gebäude mit der Hausnummer 26 und befindet sich direkt am Hauptplatz in Villach.

## Geschichte
Das Haus wurde vor dem Jahr 1525 erbaut. Daran erinnert das Wappen des Hieronymus Kirchpucher an der gedrehten, spätgotischen Säule am Treppenaufgang zum ersten und zweiten Stock des Gebäudes. 1548 wurde das Haus von Christoph Khevenhüller erworben und zum Stadtpalais der Khevenhüller umgebaut. 1553 wurde das angrenzende Stöckl hinzugefügt. Von 1629 bis 1773 war das Haus im Besitz der Familie Widmann. Das Gebäude wurde 1679 durch einen Brand beschädigt. Nachdem es wieder aufgebaut worden war, wird im Jahr 1748 erstmals ein Gasthaus zur Post erwähnt. 1945 wurde der südliche Hoftrakt bei einem Bombenangriff erneut zerstört, der Wiederaufbau und die Fassadenrenovierung wurden 1950 abgeschlossen.
Zu den bekanntesten Gästen des Hauses zählen Kaiser Karl V., König Heinrich III. von Frankreich (1574), Margarete, die Braut König Philipps III. von Spanien (1598) und Kaiserin Maria Theresia im 17. Jahrhundert.
Im Jahr 2019 wurde das Haus von einem Unternehmer und einem Hotelier gekauft und als „Hotel Palais26“ rundum erneuert. Es entstehen 69 renovierte Zimmer, zwei Seminarräume und ein hauseigenes Restaurant. Der Innenhof bleibt in seiner Pracht erhalten und ist seit Anfang 2020 mit einem grünen Gastgarten erweitert worden.

## Bauwerk
Die fünfachsige, dreigeschoßige Straßenfassade wird durch einen zweigeschoßigen Erker akzentuiert. Am Erker sind stucktierte Inschrift-Kartuschen mit Rollwerk und Puttenreliefs von 1548 angebracht. Darüber wurde 1679 das Wappen der Widmann-Orthenburg hinzugefügt. Weiter unten ist das bald nach 1548 entstandene Wappen der Khevenhüller-Welzer zu sehen, das zu den frühesten Stuckdekorationen in Österreich zählt. Über dem Rundbogenportal befinden sich zudem zwei Triforienfenster.
Im Inneren des Gebäudes sind Räume mit Kreuzgratgewölben aus der ersten Hälfte des 16. Jahrhunderts. In der Halle im ersten Obergeschoß ist ein spätgotisches Sterngratgewölbe erhalten.